# Conduite (fontainerie)
Pour les articles homonymes, voir Conduite.
Domaine de la fontainerie, une conduite est une suite de tuyaux conduisant l'eau d'un lieu à un autre.

## Histoire

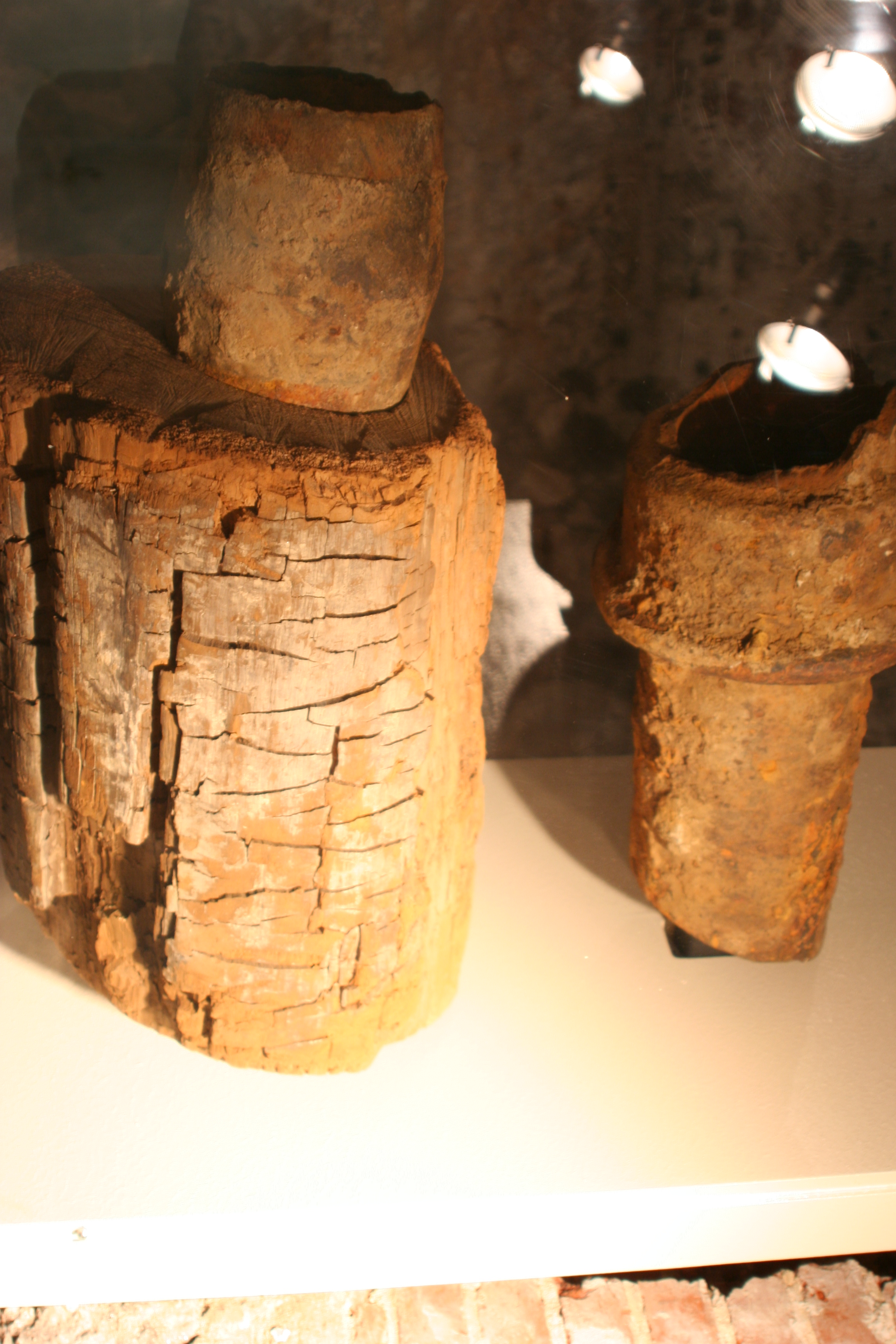
Tube, autrefois, taillé dans du bois pour véhiculer l’eau

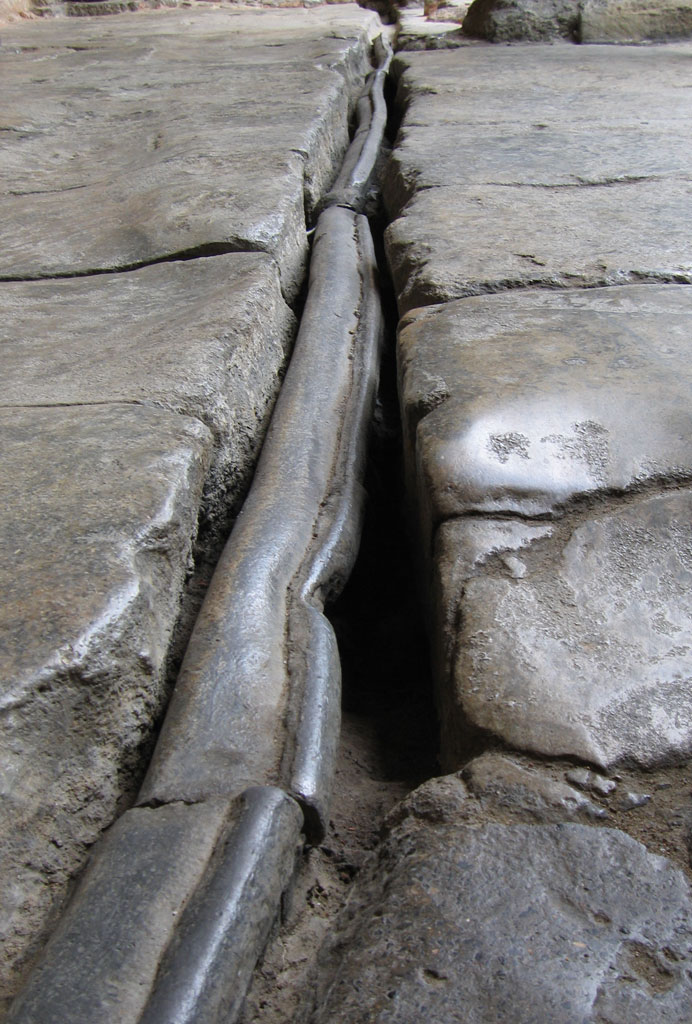
Fistule de plomb, utilisé à l’époque romaine à l’intérieur des thermes de Bath - Angleterre

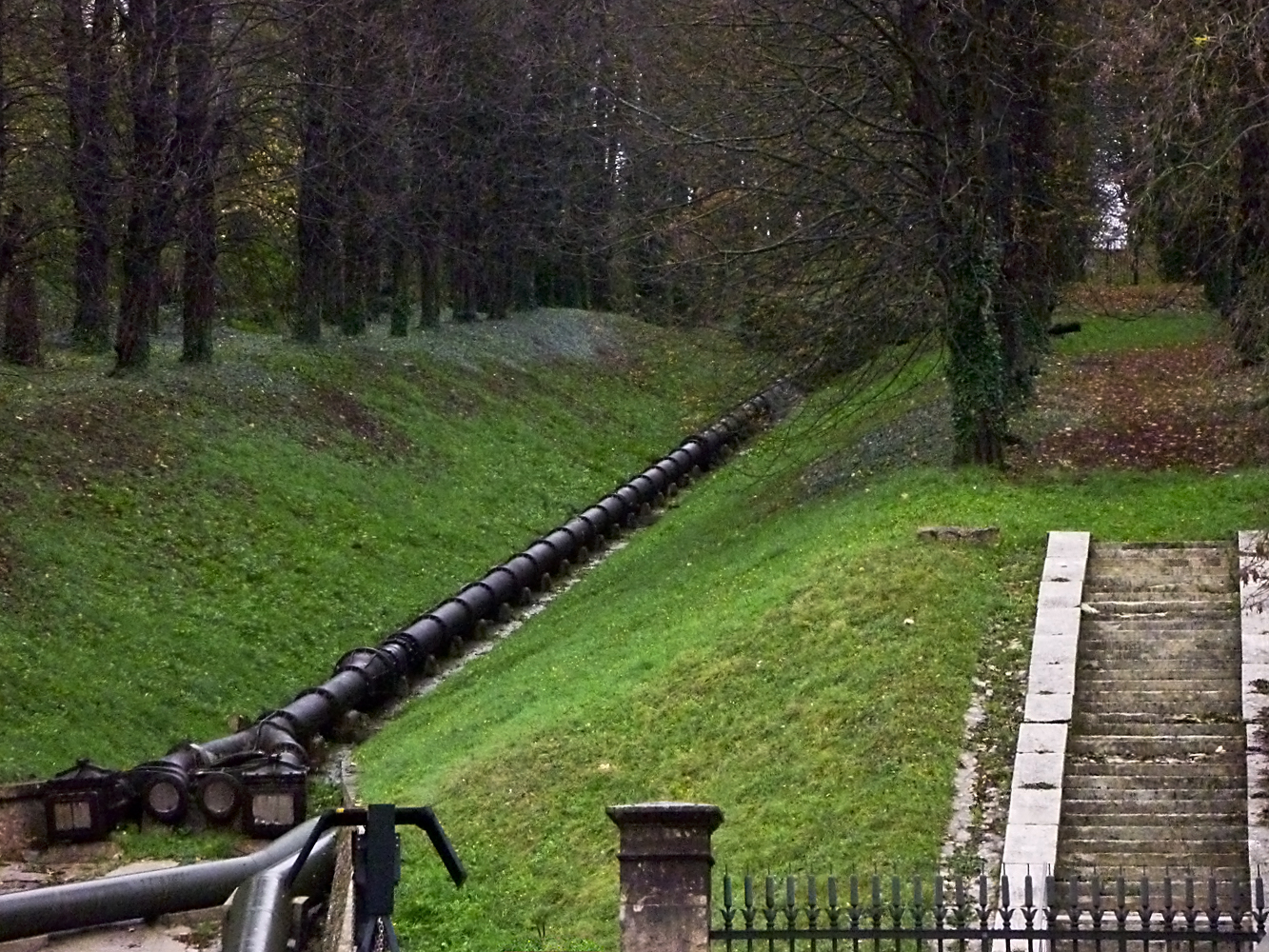
Conduite de la première machine de Marly. XVIIe siècle

Il n’est pas exclu qu’à une époque préhistorique on utilisa des troncs d’arbres creux pour véhiculer l’eau, l’usage en a perduré jusqu’en 1788 pour amener la saumure de Salins-les-Bains jusqu’à la Saline royale d'Arc-et-Senans via un saumoduc (double canalisation en sapin de 21 km).
Dans l’Égypte antique on utilisait des tuyaux de cuivre pour transporter l’eau potable : un exemplaire, retiré du temple du roi Sa-Hu-Re ad Abusir et remontant à 2750 av.J.-C. environ, est conservé au Musée national de Berlin. Un tuyau a été obtenu en agrafant une fine feuille de cuivre, afin d’obtenir un diamètre de 75 mm; l’implantation (environ 100 m de longueur) était constituée d’une série de ces tubes.
À l’époque romaine, les tuyaux de plomb (en latin fistulae) étaient couramment utilisés pour amener l’eau dans les cités et à l’intérieur même des maisons. Les fistules sont fabriquées à partir d’une plaque de plomb rectangulaire roulée en forme ovoïde et refermée par un cordon de soudure longitudinale. Les Romains utilisaient également des tubes en terre cuite emboîtés les uns dans les autres et scellés au mortier, pour certaines conduites d’eau chaude ou de vapeur.
La dangerosité du plomb est déjà connue des romains. Ce qui rend l'eau mauvaise dans les tuyaux en plomb nous dit Vitruve vers -15, c'est qu'il s'y forme de la céruse, « matière que l'on dit être très-nuisible au corps de l'homme ». « Or, si le plomb produit des matières malsaines, nul doute qu'il ne soit lui-même contraire à la santé. »
« quod per plumbum videtur esse ideo vitiosa, quod ex eo cerussa nascitur : haec autem dicitur esse nocens corporibus humanis. Ita si, quod ex eo procreatur, id est vitiosum, non est dubium quin ipsum quoque non sit salubre. »
On reconnait la dangerosité du plomb à cette époque au teint blafard des plombiers. Vitruve recommande l'usage de tuyaux en terre cuite.
On a retrouvé sur plusieurs sites archéologiques, des amphores dont le fond a été troué, emboîtées les unes dans les autres, détournées à des fins de canalisation.
Une des premières grandes conduites d'eau est celle attenante à la machine de Marly, construite entre 1681 et 1682, un gigantesque dispositif de pompage des eaux de la Seine, construit sous le règne de Louis XIV à Bougival.

### Époque moderne, la fontainerie
Fin XVIIIe siècle, en termes de fontainerie, un tuyau est une conduite en fer fondu, en cuivre, en plomb, en terre cuite ou en bois, dont on se sert pour faire passer l'eau d'un lieu à un autre:
- Les tuyaux en fonte sont de différents diamètres et ont environ trois pieds de longueur, avec trois ou quatre oreilles percées à chaque extrémité par lesquelles on joint ces tuyaux au moyen d'autant de vis et leurs écrous, en mettant du cuir entre chaque jointure.
- Les tuyaux en terre sont aussi de différents diamètres et de la même longueur que ceux de fonte; ils s'emboîtent à l'extrémité les uns dans les autres, et on garnit leur jonction de mastic fait avec de la poix, de la filasse et de l'étoupe, et quelquefois on les enveloppe d'une chape de mortier de chaux et ciment.
- Les tuyaux en bois sont d'aulne ou d'orme aussi de différents diamètres, que l'on perce avec des tarières - on les emboîte les uns dans les autres comme ceux de terre.
- Les tuyaux de plomb sont de deux sortes; les uns soudés, et les autres moulés. Un « tuyau physique » est un tuyau formé d'une bande de plomb qu'on rabote et dresse à la varlope sur les deux côtés de son épaisseurs, dont on abat les deux arêtes en chanfrein, ce qui forme, la bande étant roulée, une rainure que l'on remplit d'étain ou soudure - le nom de ce tuyau lui vient de la précision qu'il faut mettre à sa fabrication. Un tuyau soudé en long - , tuyau qui est fait avec du plomb en table, roulé, et dont la soudure, étendue sur le joint, forme une côte.
- On fait aussi de cuivre rouge en planche, et de potain ou cuivre jaune (le laiton) fondu

Un tuyau d'aspiration est le tuyau qui est placé entre le corps d'une pompe et le fond du puits, et dans lequel l'eau monte au moyen de l'air aspiré par le jeu du piston.

#### Outils de fontainier
- La sonde ou sonde à tire-bourre désigne plusieurs baguettes de fer unies par deux anneaux qui entrent l'un dans l'autre; au bout de cette sonde est un tire-bourre qui sert à arracher tout ce qui se rencontre dans les tuyaux de conduite et qui les obstrue.